# Constanze Gensel
Constanze Gensel (* 1969), verheiratete Constanze Bauer, ist eine ehemalige deutsche Eiskunstläuferin, die für die DDR startete.

## Werdegang
Sie gewann 1985 die Goldene Pirouette von Zagreb und ist mehrfache Medaillengewinnerin bei den DDR-Meisterschaften im Eiskunstlauf. 1984 holte sie Bronze hinter Katarina Witt und Simone Koch. 1985 und 1986 wurde sie Zweite, jeweils vor Simone Koch, jedoch wiederum hinter Katarina Witt. Bei den Junioren-Weltmeisterschaften 1984 und den Europameisterschaften 1986 belegte sie jeweils den 8. Platz. Ihre beste Weltmeisterschaftsplatzierung erreichte sie bei den Weltmeisterschaften 1985 mit dem 11. Platz. Sie trainierte in Karl-Marx-Stadt und wurde von 27 Stasi-Spitzeln ausspioniert, wie sie in ihrer Überwachungsakte fand. Constanze Bauer wurde später Beraterin bei einer Bank. 

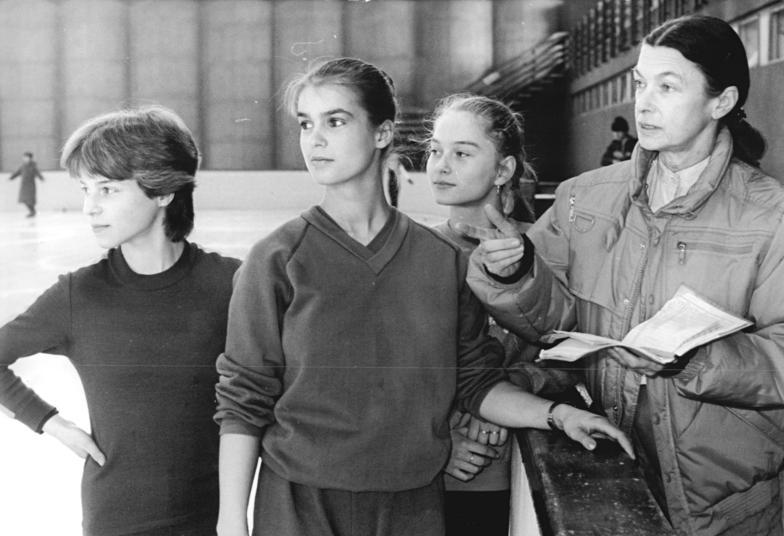
Simone Lang, Katarina Witt, Constanze Gensel und Jutta Müller (von links) in Karl-Marx-Stadt, 25. Dezember 1984

## Erfolge
| International                | International | International | International |
| Wettkampf                    | 1983/84       | 1984/85       | 1985/86       |
| ---------------------------- | ------------- | ------------- | ------------- |
| Weltmeisterschaft            | 14.           | 11.           | 17.           |
| Europameisterschaft          |               | 12.           | 8.            |
| Goldene Pirouette von Zagreb |               |               | 1.            |
| Prag Skate                   | 3.            |               |               |
| International: Junior        |               |               |               |
| Junioren-WM                  | 8.            |               |               |
| National                     |               |               |               |
| DDR-Meisterschaft            | 3.            | 2.            | 2.            |